# Petr Brandl
Petr Brandl (Peter Johannes Brandl vagy Jan Petr Brandl, néhol Brandel) (Prága, 1668. október 24. – Kutná Hora, 1735. szeptember 24.) cseh későbarokk festő. Olajképei templomokban találhatók. Stílusát a chiaroscuro, az impasto, az életteljes kompozíció és színezés jellemzik.

## Életpályája
Apja osztrák, anyja, Alžběta Hrbková, cseh volt. 
Életének végső szakaszában a gazdag bányavárosban, Kutná Horában élt és alkotott. Festményei Kutná Horában a Szent Jakab-templomban találhatók.
Képei láthatók a prágai Szent György-rendházban. 
Sírja Kutná Horában, a Kostel Panny Marie Na Náměti nevű templomban található.

## Képgaléria

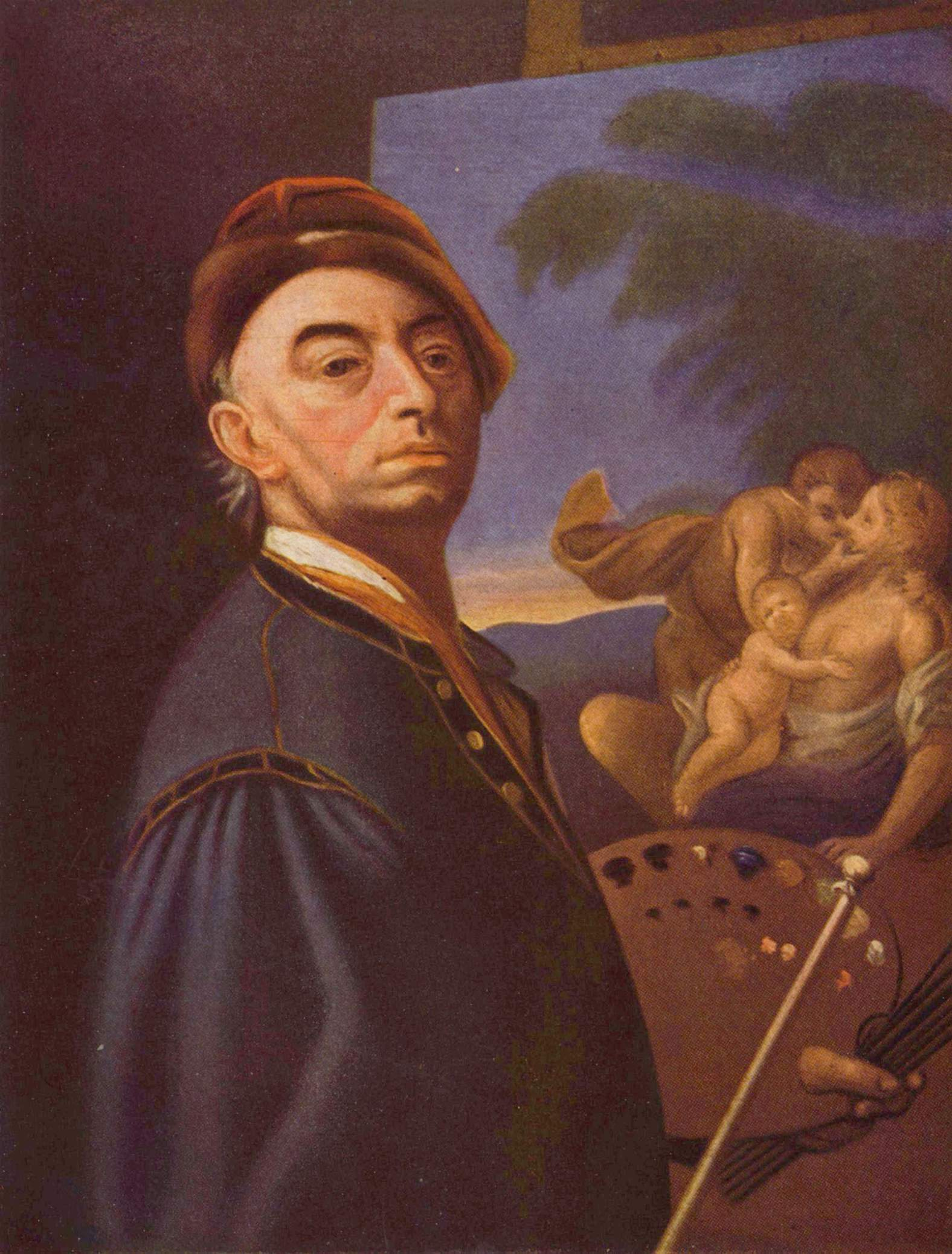
Önarcképe (1734)
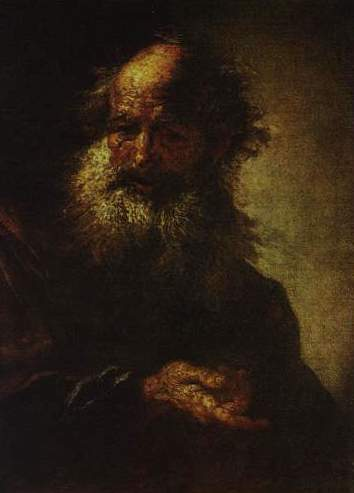
Apostol
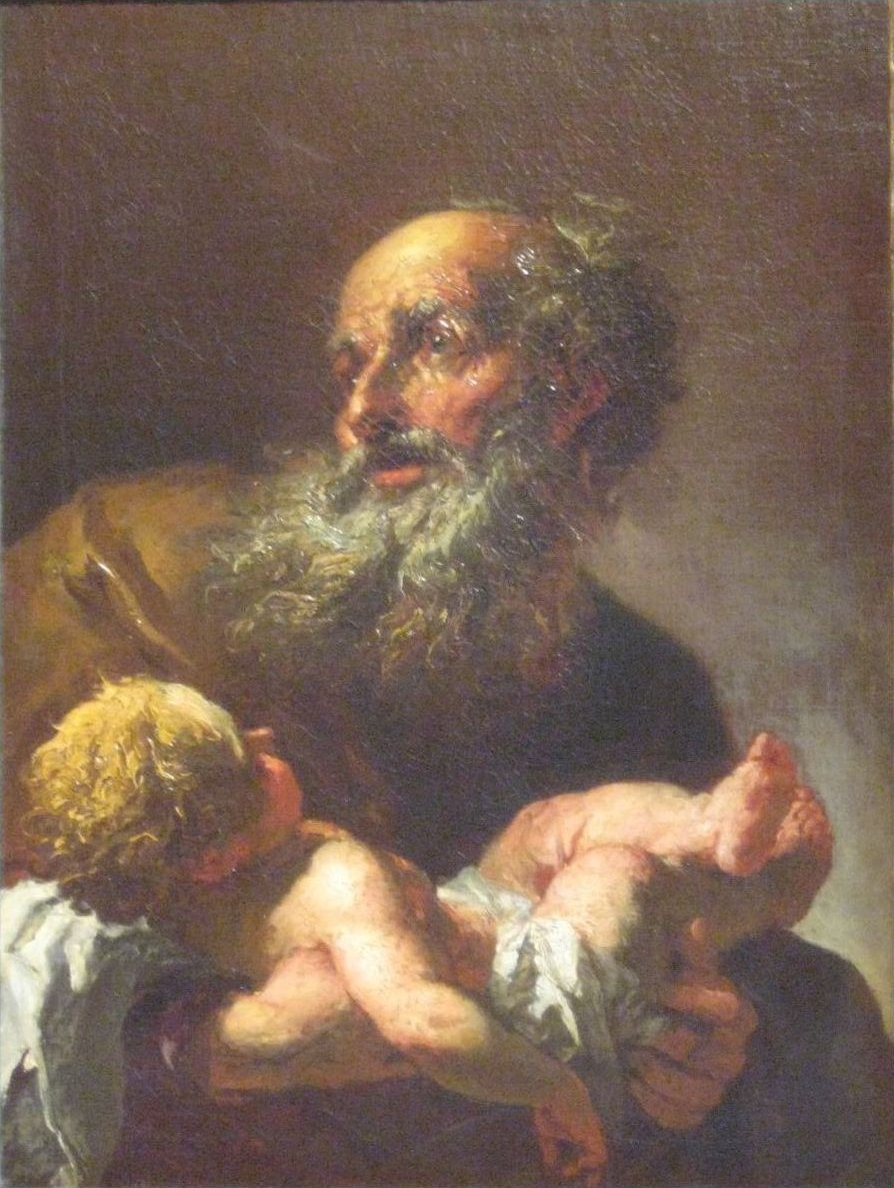
Simon a gyermek Jézussal, 1725 után